# マリーザ・サンニア
マリーザ・サンニア （Marisa Sannia  ,1947年2月15日 - 2008年4月14日）はイタリアの歌手。作曲家、女優としても知られる。

## 略歴
サルデーニャのイグレージアスに生まれる。もともとはバスケットボールの選手だった。
子どもの時に最も大きな町カリャリに移住、ハイスクールを卒業後はラジオ・カリャリのアナウンサーになった。
1966年のテレビフェスティバル「カンツォーネッシマ」の新人コンテストに優勝、フォニット・チェトラ・レコードからスカウトされ1966年にデビュー。
その才能をセルジオ・エンドリゴ、ルイス・バカロフに見出される。1968年のサンレモ音楽祭入賞曲「Casa bianca カーザ・ビアンカ」（パートナーはオルネラ・ヴァノーニ）が大ヒット、愛らしい容姿と個性的な歌声で一躍スターとなる。
同音楽祭では1970年に「L'Amore e Una Colomba 恋は鳩のように」（パートナーはジャンニ・ナザーロ）、1971年に「Com'è dolce la sera 夕べの瞳」（パートナーはドナテッロ）、1984年に「Amore amore アモーレ・アモーレ」で入賞し、彼女の代表曲となった。
1970年の大阪万博に来日している。
その後も長く歌手活動を続けたが、特に故郷サルデーニャの古謡の研究に情熱を注ぎ、自ら作曲した作品も含め、そのサルデーニャ語での歌唱は高く評価されている。2008年、カリャリにおいて急死。

## アルバム
- Marisa Sannia (1968年)
- Marisa Sannia canta Sergio Endrigo e le sue canzoni (1970年)
- Marisa nel paese delle meraviglie (1973年)
- La pasta scotta (1976年)
- Sa oghe de su entu e de su mare (1993年)
- Melagranàda (1997年)
- Nanas e janas (2003年)
- Rosa de papel (2008年)